# POPMAN'S ANOTHER WORLD
『POPMAN'S ANOTHER WORLD』（ポップマンズ・アナザー・ワールド）は、スキマスイッチのベスト・アルバム。

## 解説
- 初のカップリング集。公式サイトでは「ベスト盤『POPMAN’S WORLD』と対をなす、アナザー・ベストアルバム」と称している[1]が、「スフィアの羽根」「石コロDays」「雫」「トラベラーズ・ハイ」は両方に収録されている。
- 初回生産限定盤（ボーナスCD付）、通常盤の2種類同時発売。初回盤のCDはBlu-spec CD2仕様。
- メンバーによる全曲解説付き。
- 対象店舗で購入すると「スキマスイッチ直筆メッセージ入り特製アナザージャケット」を先着でプレゼントされた。
- 既発のシングルのカップリングが全て収められている（インストゥルメンタルは初回盤のみ）が、ライブ音源の「きみがいいなら」「ガラナ」「passage」「君の話」と、トークトラックの「スキマスイッチのミッドナイト・グッドモーニン!!」「スキマスイッチのミッドナイト・グッドモーニン!! -2-」は収録されていない。

## 収録曲
- 全作詞・作曲：スキマスイッチ

### DISC-1
1. 夕凪
  - 初出：13thシングル「アイスクリーム シンドローム」（2010年7月7日）
  - スキマスイッチを結成して最初に製作した楽曲。
2. スフィアの羽根
  - 初出：8thシングル「ガラナ」（2006年8月16日）
  - 朝日放送『2006 夏の高校野球』統一テーマソング
  - 夏の高校野球テーマソングでは、初のシングル1位獲得作品となった。
3. ためいき
  - 初出：12thシングル「ゴールデンタイムラバー」（2009年10月14日）
4. 電話キ
  - 初出：14thシングル「さいごのひ」（2011年1月26日）
5. 石コロDays
  - 初出：配信（2011年8月13日）
  - NHK Eテレ『中学生日記』主題歌
  - 三作連続配信リリースの第二弾。
6. Aアングル
  - 初出：11thシングル「虹のレシピ」（2009年5月20日）
  - ケータイドラマサイトDORAMO内ドラマ『8ミリメートル』挿入歌
  - 「8ミリシリーズ」のうちの1曲。
7. 弦楽四重奏のための『ドーシタトースター』
  - 初出：4thシングル「冬の口笛」（2004年11月24日）
  - 1stアルバム『夏雲ノイズ』収録曲「ドーシタトースター」を弦楽器でアレンジしたバージョン。
8. 僕の話-プロトタイプ-
  - 初出：2ndシングル「奏（かなで）」（2004年3月10日）
  - 1stアルバム『夏雲ノイズ』収録曲「僕の話」のデモにアレンジを加えたバージョン。
9. 快楽のソファー(仮）2014 ver.
  - 初出：22ndシングル「星のうつわ」 (2014年12月3日)
  - デビュー前の2002年に制作したデモにアレンジを加えたものをそのまま収録した。
  - メロディの一部が「回想目盛」と一致する。2007年の時点で、回想目盛について「原型は数年前に存在していたがお蔵入りになっていた」と語られている
10. 夏のコスモナウト
  - 初出：20thシングル「Ah Yeah!!」（2014年7月23日）
  - 2014年全国高等学校総合体育大会公式応援ソング
  - 読売新聞「インターハイ 自称、次期日本代表編」CMソング
  - 読売新聞「インターハイ2015 待ってろ、世界編」CMソング
11. サウンドオブ
  - 初出：19thシングル「Hello Especially」（2013年7月31日）
12. 雨は止まない
  - 初出：3rdシングル「ふれて未来を」（2004年6月16日）
13. 小さな手
  - 初出：1stシングル「view」（2003年7月9日）

### DISC-2
1. 雫
  - 初出：11thシングル「虹のレシピ」
  - NHK教育テレビ アニメ『獣の奏者 エリン』オープニングテーマ
2. ハナツ
  - 初出：23rdシングル「LINE」（2015年11月11日）
  - 『第95回全国高校ラグビー大会』大会テーマソング
3. 1017小節のラブソング
  - 初出：13thシングル「アイスクリーム シンドローム」
4. 僕の青い自転車
  - 初出：21stシングル「パラボラヴァ」（2014年11月19日）
5. 青春騎士
  - 初出：6thシングル「雨待ち風」（2005年6月22日）
  - 「ケシゴム三部作」の第一部の曲。
6. さみしくとも明日を待つ
  - 初出：5thシングル「全力少年」（2005年4月20日）
7. 猫になれ
  - 初出：7thシングル「ボクノート」（2006年3月1日）
8. 君曜日
  - 初出：9thシングル「アカツキの詩」（2006年11月22日）
  - NTT西日本WEBコンテンツ「あそむび」内ネットムービー『幸運探偵〜風烈光の事件簿〜』主題歌
  - 「ケシゴム三部作」の第三部の曲。
9. Bアングル
  - 初出：12thシングル「ゴールデンタイムラバー」
  - ケータイドラマサイトDORAMO内ドラマ『8ミリメートル』挿入歌
  - 「8ミリシリーズ」のうちの1曲。
10. トラベラーズ・ハイ
  - 初出：18thシングル「スカーレット」（2013年6月19日）
  - 『TOUR 2012-2013 "DOUBLES ALL JAPAN"』テーマソング
  - 松山発オリジナルアニメーション『マッツとヤンマとモブリさん』エンディングテーマ
  - 「本州四国連絡高速道路」CMソング
11. 回想目盛
  - 初出：10thシングル「マリンスノウ」（2007年7月11日）
  - オロナミンC Presents「キモチスイッチ」プロジェクト応援ソング
12. またね。 (betsu-oke ver.)
  - 初出：16thシングル「ラストシーン」（2012年6月27日）
  - 5thアルバム『musium』収録曲「またね。」の別オケバージョン。
13. 壊れかけのサイボーグ
  - BONUS TRACK
  - 大橋がスキマスイッチを結成する以前に制作した楽曲。2014年11月29日放送の「MUSIC FAIR」の中で楽曲の存在を明かしている。
14. フレ! フレ!
  - BONUS TRACK
  - ミニストップ「練乳いちごパフェ 自分にミニごほうび」編 CMソング[2]
  - ミニストップ「ハロハロ冷凍みかん」篇 CMソング
  - ミニストップ「ハロハロソルティレモン」篇 CMソング
  - ミニストップ「まるごとぶどうパフェ」篇 CMソング
  - CMの歌詞はオリジナルと異なり、サビの最後に商品名が入る。

### DISC-3（初回限定盤）
1. 蕾のテーマ
  - 初出：2ndシングル「奏（かなで）」
2. 天白川を行く
  - 初出：3rdシングル「ふれて未来を」
3. 追伸
  - 初出：4thシングル「冬の口笛」
4. 花曇りの午後
  - 初出：5thシングル「全力少年」
5. 安曇野にて
  - 初出：6thシングル「雨待ち風」
  - 後に中孝介と元ちとせのユニット「お中元」に作曲提供した「春の行人」はこの曲が元になっている。
6. 若葉
  - 初出：7thシングル「ボクノート」
7. ピーカンブギ
  - 初出：8thシングル「ガラナ」
  - 日本テレビ系『ズームイン!!SUPER』春のお天気テーマソング
  - インストゥルメンタル曲で初のタイアップ曲。
8. 夕間暮れ
  - 初出：9thシングル「アカツキの詩」
  - 二人によるピアノ連弾曲。
9. ノウムの調べ
  - 初出：10thシングル「マリンスノウ」
10. Human relations
  - 初出：14thシングル「さいごのひ」
  - スキマスイッチ初となる、ポエトリーリーディング。
11. ガレポンク
  - 初出：15thシングル「晴ときどき曇」
12. フォノグラフ
  - 初出：16thシングル「ラストシーン」
13. 10th
  - 初出：18thシングル「スカーレット」
14. 10th -typeII-
  - 初出：19thシングル「Hello Especially」
15. ミッドナイト・グッドモーニン!!のテーマ
  - 初出：22ndシングル「星のうつわ」

## 演奏
Disc 1
- 大橋卓弥
  - Vocal
  - Chorus (#1.2.4.5.8.10.12)
  - Acoustic Guitar (#1.3.5.6.8.10.12)
  - Electric Guitar (#9)
- 常田真太郎
  - Piano (#1.2.5.7-13)
  - Rhodes (#3.6)
  - Other Instruments (#2.5.8.9.10.12)
  - All Instruments (#4)
  - Strings Arrangement (#7)
  - Chorus (#4.12)
- 岡本定義 (COIL)：Electric Guitar (#1)
- 根岸孝旨：Bass (#1.2)
- 河村智康：Drums, Tambourine (#1)
- あらきゆうこ
  - Drums (#2.12)
  - Percussion (#12)
- 佐橋佳幸：Acoustic Guitar & Electric Guitar (#2)
- 三沢またろう：Percussion (#2)
- 岩永知樹：Cello (#2)
- 江口信夫：Drums (#3)
- 高水健司：Bass (#3)
- 石成正人：Electric Guitar (#3.5)
- 山本拓夫：Tenor Sax (#3)
- 菅坡雅彦：Trumpet, Mute Trumpet (#3)
- 村田陽一：Trombone (#3)
- 松永俊弥：Drums (#5)
- 隅倉弘至：Bass (#5)
- 篠崎正嗣：1st Violin (#7)
- 平澤仁：2nd Violin (#7)
- 馬渕昌子：Viola (#7)
- 丸山泰雄：Cello (#7)
- 村山達哉：Strings Arrangement (#7)
- 佐野康夫：Drums (#10)
- 小松秀行：Bass (#10)
- 弦一徹ストリングス：Strings (#10)
- 狩野佑次：Rhythm Effect (#12)

Disc 2
- 大橋卓弥
  - Vocal
  - Chorus (#1.2.4.6.8.10.12.13)
  - Acoustic Guitar (#3.5.6.12.14)
  - Rhythm Section (#3)
- 常田真太郎
  - Piano (#2-10.12)
  - Organ (#3)
  - Pro Tools Edit (#3)
  - Other Instruments (#1.2.8.10.11.12)
  - Fixed (#11)
  - All Instruments & Programming (#13.14)
  - Chorus (#5.13)
- 山木秀夫：Drums (#1)
- 美久月千晴：Bass (#1)
- 佐橋佳幸
  - Acoustic Guitar, Mandolin (#1.11)
  - Banjo, Lap Steel Guitar (#11)
- 松本智也：Percussion (#1.10)
- 山本拓夫
  - Flute (#1.5)
  - Clarinet (#8)
  - Tenor Sax (#10)
- 吉田佳史 (TRICERATOPS)：Drums (#2)
- 三浦淳悟 (ペトロールズ)：Bass (#2)
- 藤井謙二 (The Birthday)：Electric Guitar (#2)
- 弦一徹ストリングス：Strings (#2.10)
- 金森佳朗：Bass (#5)
- 若森さちこ：Percussion, Chorus (#5)
- 田中和将 (GRAPEVINE)：Electric Guitar (L) (#6)
- 西川弘剛 (GRAPEVINE)：Electric Guitar (R) (#6)
- 亀井亨 (GRAPEVINE)：Drums (#6)
- 金戸覚：Bass (#6)
- 高野勲：Synthesizer (#6)
- 松永俊弥：Drums (#8)
- 有賀啓雄：Wood Bass (#8)
- 三沢またろう
  - Percussion (#8)
  - Toy Percussion (#11)
- 西村浩二：Trumpet (#8.10)
- 村田陽一：Trombone (#8.10)
- 弦一徹：Violin (#8.12)
- 四人の侍：Chorus (#8)
- 村石雅行：Drums (#10)
- 種子田健：Bass (#10)
- 石成正人：Electric Guitar (#10)
- 菅坡雅彦：Trumpet (#10)
- 古田たかし：Drums (#11)
- 沖山優司：Bass (#11)
- 堀沢真己：Cello (#12)

Disc 3
- 大橋卓弥
  - All Unplugged Guitar (#1.2)
  - Kazoo  (#2)
  - Acoustic Guitar (#3.4.5.7.9.12.13.15)
  - Piano (#6)
  - R-Piano (#8)
  - Recorder (#9)
  - Poetry Reading (#10)
  - Electric Guitar (#11.12.14)
  - Bass, Drums, Yeah Chorus (#11)
  - Chorus (#15)
  - Voice (#13.14)
- 常田真太郎
  - Piano (#1.2.3.5.7.9.10.11)
  - Organ (#4.11)
  - Voice Sample (#6)
  - L-Piano (#8)
  - Pro Tools Edit (#11)
  - Other Instruments (#12.13.14.15)
  - Voice (#13.14)

## ライブ映像作品
新録楽曲のみ記載。既出の楽曲については、初収録の作品ページを参照。
| 曲名                 | 発売年 | 作品名                                                 |
| -------------------- | ------ | ------------------------------------------------------ |
| 壊れかけのサイボーグ | 2023年 | DELUXE FAN CLUB EVENT TOUR V.I.P. Vol.4                |
| フレ! フレ!          | 2016年 | スキマスイッチ TOUR 2016 “POPMAN'S CARNIVAL” THE MOVIE |

## 他のアルバムへの収録
新録楽曲のみ記載。既出の楽曲については、初収録の作品ページを参照。
| 曲名                 | 発売年 | 作品名                                       | 分類   |
| -------------------- | ------ | -------------------------------------------- | ------ |
| 壊れかけのサイボーグ | -      | -                                            | -      |
| フレ! フレ!          | 2016年 | スキマスイッチ TOUR 2016 “POPMAN'S CARNIVAL” | ライブ |